# Mohamed Said Ramadan Al-Bouti
Mohamed Said Ramadan Al-Bouti (1929-21 de marzo de 2013) fue un respetado erudito musulmán suní, conocido también como el «Jeque (shaykh) del Levante» y vocal simpatizante del régimen de Bashar al-Ásad en Siria. Fue asesinado el 21 de marzo de 2013 durante la guerra civil siria, por una bomba detonada por un suicida en la Mezquita de Al-Iman en Damasco, si bien existen «muchas dudas sobre su muerte» generadas por videos tomados en la escena. Según la agencia de noticias siria, el atentado terrorista fue perpetrado por miembros de Jabhat al-Nusra.
Descrito como un «escritor prolífico cuyos sermones eran pasados regularmente por televisión,» y «más familiar para los televidentes sirios que cualquier otra persona con excepción del presidente Bashar al-Ásad,» Al-Bouti escribió más de sesenta libros sobre una variedad de asuntos islámicos y era considerado un erudito importante de la aproximación basada en las cuatro escuelas del islam suní y el ortodoxo credo Asharita. Además de sus libros religiosos, trabajó también en literatura. Fue, por ejemplo, el traductor al árabe de la famosa historia kurda Mam y Zin.
Al-Bouti nació en la aldea de Jilka, cerca de Cizre en Turquía. Provenía de una tribu kurda que residía en muchas regiones a lo largo de Siria, Irak y Turquía.

## Carrera
Al-Bouti comenzó su carrera docente en una escuela secundaria en Homs entre 1958 y 1961. Fue nombrado profesor de la Facultad de Sharia en la Universidad de Damasco en 1960, fue a la Universidad de Al Azhar para un doctorado en la Sharia y recibió su doctorado (PhD) en 1965.
Regresó como instructor en la Universidad de Damasco en 1965 llegando a ser decano de la Facultad de Sharia en la misma universidad de 1977 a 1983. Posteriormente se convirtió en un profesor de derecho comparado y estudios religiosos en la Universidad de Damasco; desde hace algún tiempo también era el decano de la facultad shari'a. Al-Bouti era profesor de derecho comparado, y trabajó como profesor de Credo Islámico (aqidah) y Biografía del Profeta (sirah).